# Chiliochthonius montanus
Chiliochthonius montanus es una especie de arácnido  del orden
Pseudoscorpionida de la familia Chthoniidae.

## Distribución geográfica
Se encuentra en Chile.